# Заслужений винороб
Заслужений винороб — почесне звання в СРСР, форма визнання державою і суспільством заслуг громадян, що відзначилися в області виноробства.
Звання присвоювалося працівникам, які внесли великий внесок у створення нових марок вин і коньяків, впровадження нової технології, механізацію і автоматизацію виробничих процесів, підготовку кадрів виноробів.
Встановлення звання і його присвоєння відносилося до компетенції Президій Верховних Рад союзних республік. Було встановлено в 3-х республіках:
- Заслужений винороб Вірменської РСР (з 19 травня 1972 року[1]);
- Заслужений винороб Грузинської РСР (з 5 червня 1961 року[2]);
- Заслужений винороб Молдавської РСР (з 29 листопада 1957 року[2]).

Станом на 1 січня 1984 року звання присвоєне у Вірменській РСР 7 особам, Грузинській РСР — 3, Молдавській РСР — 31.